# Хау, Ричард, 1-й граф Хау
Ричард Хау, 1-й граф Хау (также Хоу, или Гоу) (англ. Richard Howe, 1st Earl Howe; 8 марта 1726 — 5 августа 1799) — британский адмирал, прославившийся во время Американской войны за независимость и Французских революционных войн. Брат армейского генерала Уильяма Хау.

## Начало карьеры
Родился в Лондоне. Второй сын в семье. Родители Эммануил Скроп Хау, (ум. в марте 1735 года на посту губернатора Барбадоса), и Мэри-София-Шарлотта, дочь баронессы Кильмансегг, позже графини Дарлингтон, единокровной сестры короля Георга I, что в немалой степени объясняет его раннее восхождение по службе. Поступив на флот в 1740 году, Ричард попал на HMS Severn, один из кораблей кругосветной экспедиции адмирала Ансона. Не сумев обогнуть мыс Горн, Severn вернулся в Англию весной 1742 года. Затем Хау служил на HMS Burford в Вест-Индии. Он принял участие в Войне за австрийское наследство и находился на корабле 18 февраля 1742 года, когда корабль был сильно повреждён в сражении при Ла-Гуайры. В марте 1743 года его перевели на HMS Suffolk, флагман адмирала Чарльза Ноулза, главнокомандующего в Вест-Индии, а в июле того же года перевели на HMS Eltham. 8 октября 1743 года он получил звание мичмана и вернулся на HMS Suffolk. 25 мая 1744 года он получил звание лейтенанта и поступил на бомбардирский корабль HMS Comet, а оттуда в августе 1745 года перешёл на корабль первого ранга HMS Royal George, флагман адмирала Эдварда Вернона.
Во время Якобитского восстания 1745 года командовал шлюпом HMS Baltimore в Северном море, был тяжело ранен в голову при нападении, совместно с фрегатом, на два французских приватира. В 1746 году стал полным капитаном и командовал HMS Triton в Вест-Индии. В качестве флаг-капитана у адмирала Чарльза Ноулса, участвовал в бою при Гаване 2 октября 1748 года на корабле HMS Cornwall.
Между Войной за австрийское наследство и Семилетней войной командовал несколькими кораблями, в Англии и у африканского побережья.

## Семилетняя война
В 1755 году отправился с адмиралом Боскавеном в Северную Америку капитаном HMS Dunkirk. Захват им французского Alcide стал первым боем Семилетней войны. С этого времени и до заключения мира в 1763 году воевал в Канале. Летом 1758 года назначен коммодором британской эскадры действующей у берегов Франции.
Заработал репутацию решительного и умелого офицера, особенно в бою при Сент-Каст и набеге на Шербур. 20 ноября 1759 года в качестве капитана HMS Magnanime был в авангарде флота Эдварда Хока в бухте Киберон. Годом раньше унаследовал от погибшего при Тикондероге старшего брата титул виконта.
В 1762 году был избран членом Палаты общин Парламента от Дартмута, и сохранял мандат, пока не перешёл в Палату лордов, получив титул графа. В том же 1762 году вышло первое издание его труда «Сигналы и инструкции, используемые днем и ночью и публикуемые в дополнение к „Общим инструкциям по мореплаванию и ведению морского боя“». Немедленно после этого он приступил к доработке, и занимался ею до отправки в Северную Америку в 1776.
В 1763 и 1765 годах был членом Адмиралтейского Комитета. С 1765 по 1770 год — казначеем флота. Под конец этого периода произведен в контр-адмиралы, а в 1775 году в вице-адмиралы. На следующий год был назначен командующим Северо-американской станцией.

## Американская война за независимость
12 июля 1776 года вышли его «Сигналы для боевых кораблей». По совпадению, в тот же день он прибыл с эскадрой в Нью-Йорк.
В начале войны, по свидетельствам, Ричард Хау сочувствовал колонистам. Через сестру он был знаком с Бенджамином Франклином, и писал ему в надежде сохранить мир. В частности благодаря этим настроениям, он был избран для командования в Северной Америке. Такое же назначение, но на суше получил и его брат, тоже пытавшийся найти пути к соглашению. Назначенная вторым Континентальным конгрессом комиссия в 1776 году вела с братьями переговоры, но безрезультатно.
Назначение новой комиссии по переговорам в 1778 году глубоко оскорбило адмирала, и он подал в отставку, неохотно принятую лордом Сэндвичем, тогдашним Первым лордом Адмиралтейства. Но раньше чем её утвердили, Франция объявила войну, и послала в Америку сильную эскадру под командой графа д’Эстена. Значительно проигрывая ему в численности, вынужденный к обороне, Хау все же сумел обмануть противника при Сэнди Хук, и отразить попытку взять Ньюпорт в Род-Айленд.
В сентябре 1778 года, по прибытии из Англии вице-адмирала Джона Байрона с подкреплениями, Хау покинул позицию. Он отклонил предложения о дальнейшей службе, ссылаясь на недоверие лорда Норта и недостаток поддержки во время действий в Северной Америке. Ещё более его оттолкнули нападки министерских чиновников в прессе.

## Французские революционные войны
Только с падением министерства лорда Норта в 1782 году Хау снова согласился принять командование. В тот год он снял осаду с Гибралтара — трудная операция, учитывая что у него было только 33 корабля против 46 испанских и французских. Расстроенное хозяйство Англии не позволило ему как следует снабдить и укомплектовать эскадру, а по пути к Гибралтару ему пришлось отвлечься на охрану большого конвоя. Тем не менее, он блестяще использовал то, что имел, и переиграл неповоротливого безынициативного противника. С 1783 по 1788 год он служил Первым лордом Адмиралтейства при кабинете Уильяма Питта-младшего. Это была неблагодарная должность, так как пришлось мириться с резким сокращением ассигнований по мирному времени, и тем обмануть надежды многих флотских офицеров. 24 сентября 1787 года лорд Хау был произведен в чин адмирала белой эскадры. В 1793 году, с началом войны Первой коалиции он снова принял командование Флотом Канала. Следующий год, в особенности Славное первое июня, стал вершиной его карьеры. Несмотря на свои почти семьдесят лет, он проявил тактическую инициативу, необычную даже для молодых. Этой кампанией его карьера в море завершилась. Формально, по королевскому декрету, за ним сохранялось командование в Канале.

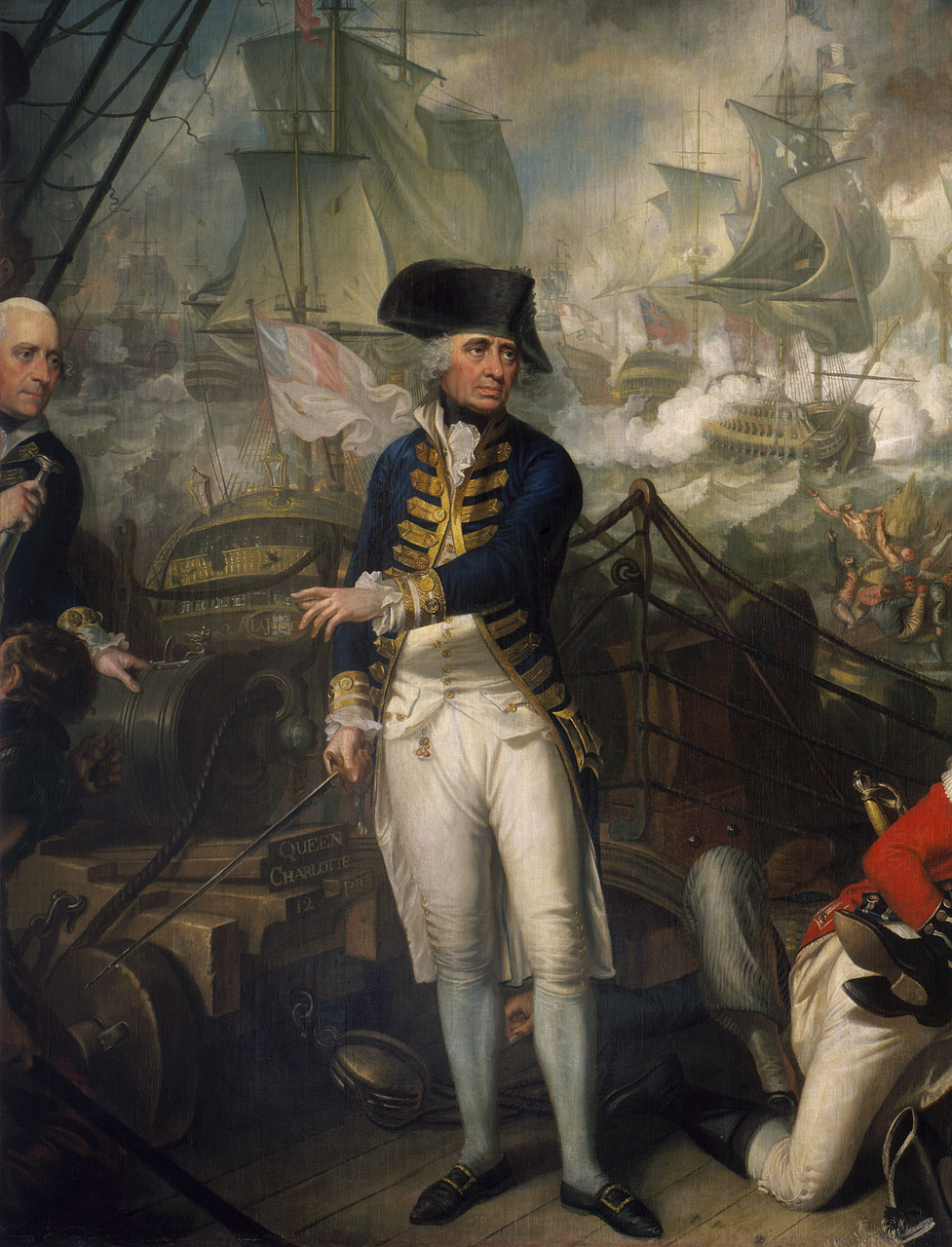
Ричард Хау, 1-й граф Хау

Период командования Хау известен политикой дальней блокады. Формально он не возглавлял Адмиралтейство, но имел достаточно влияния, чтобы к его мнению прислушались. Согласно политике дальней блокады, основные силы флота находились в базах, а непосредственно у блокируемых портов несли дозор легкие корабли: фрегаты и шлюпы. Они должны были уведомлять флот о попытках прорыва, после чего флот выходил и отправлялся в погоню. При этом сохранялись силы и меньше изнашивались корабли, но критики справедливо указывали, что надежность блокады невелика — выходящий с большими силами противник мог просто смести дозоры, основной же флот появлялся с задержкой. Для блокады голландских портов это имело меньше значения, для французских и испанских больше, так как предсказать их путь после прорыва было труднее.
С другой стороны, и ближняя блокада не давала абсолютной надежности, так как погода периодически вынуждала флот покидать позиции. Но критики, особенно в Парламенте, предпочитали этого не видеть, и прозвали Хау «лорд Торбэй» (по любимой стоянке Флота Канала).
Хотя он и не искал популярности у матросов, он её заслужил своей справедливостью. Они же дали ему прозвище «Черный Дик», за темный цвет лица. Показателен такой эпизод. В утро Первого июня он приказал командам завтракать заранее. Он отлично понимал, что когда пробьют сигнал к бою, огонь в камбузах будет погашен, и люди останутся без горячего минимум на сутки, так как бой займет весь световой день, а возможно и больше. Такое проявление заботы было нехарактерно для тогдашнего флота.
Это особенно сказалось в 1797 году во время мятежа в Спитхеде, где после провала переговоров матросы соглашались иметь дело только с ним. Он признавал их требования разумными, и добился удовлетворения большинства. По свидетельствам очевидцев, когда Хау 15 мая, по окончании мятежа обходил флот на баркасе, команды выстроились в его честь по реям, как на параде.

## Отставка
В 1782 году ему был пожалован титул виконта от Лангара, в 1788 титулы барона и графа. В июне 1797 года награждён Орденом Подвязки. С 1794 и до конца жизни он проводил основное время в поместье в Лангар, Ноттингемшир. Похоронен там же, в семейном склепе церкви Св. Андрея. В лондонском соборе Св. Павла имеется памятник ему работы Джона Флаксмана.

## Семья
От жены, Мэри Хартоп (брак 10 марта 1758 года), он имел двух дочерей. Его ирландское виконтство перешло к брату, генералу Уильяму, который умер бездетным в 1814 году. Британские титулы графа и виконта передавались по мужской линии, и потому прервались. Баронство перешло к дочери Софии-Шарлотте (1762−1835), затем его унаследовали её сын и внук.

## Наследие
Альфред Мэхэн посвятил ему отдельную главу в книге Типы флотских офицеров (англ. Types of Naval Officers).
Четыре британских корабля в разное время были названы HMS Howe.
В его честь также названы:
- Мыс Хау (англ. Cape Howe) — Новый Южный Уэльс, Австралия
- Остров Лорд-Хау (англ. Lord Howe Island) — у восточного побережья Австралии
- Пролив Хау (англ. Howe Sound) — Британская Колумбия, Канада